# Paso las Pintas
Paso las Pintas är en ort i Mexiko.   Den ligger i kommunen Soledad de Doblado och delstaten Veracruz, i den sydöstra delen av landet, 290 km öster om huvudstaden Mexico City. Paso las Pintas ligger 69 meter över havet och antalet invånare är 262.
Terrängen runt Paso las Pintas är platt. Runt Paso las Pintas är det ganska tätbefolkat, med 104 invånare per kvadratkilometer. Närmaste större samhälle är Soledad de Doblado, 3,8 km väster om Paso las Pintas. Omgivningarna runt Paso las Pintas är en mosaik av jordbruksmark och naturlig växtlighet.